# Kejserfora
Kejserfora (af italiensk Fori imperiali) er betegnelsen for en serie på fem torve, der blev anlagt i løbet af 150 år (fra 46 f.Kr. til 113 e.Kr.) nord for Forum Romanum i Rom.
Forøgelsen af befolkningstallet i Rom og den voksende administration skabte med tiden behov for mere plads end den, Forum Romanum kunne tilbyde. Under Cæsar og Augustus formindskede opførelsen af Basilica Iulia og restaureringen af Basilica Emilia yderligere friarealerne på pladsen, og nye torve blev anlagt langs den nordlige side. Tæt ved det første af dem, Caesars forum, lå der forretningslokaler, men de næste torve blev udelukkende brugt til domstole, forvaltning, embedførelse og offentlige ceremonier. Den arkitektoniske pragt var enestående.
Resterne af Kejsertorvene blev i 1930'erne befriet for senere bebyggelser i forbindelse med, at man anlagde Mussolinis store paradevej, Via dell'Impero (i dag: Via dei Fori Imperiali) mellem Piazza Venezia og Colosseum. Mange underjordiske bygningsdele forblev dog skjult under vejen og de beplantninger, som blev anlagt langs den. I de seneste år er der foregået nye udgravninger i området.

## De fem kejserfora
- Caesars forum (51-29 f.Kr.)
- Augustus forum (indviet år 2 f.Kr.)
- Forum Pacis/Vespasians forum (indviet i 75 e.Kr.)
- Nervas forum/Forum transitorium (indviet 97 e.Kr.)
- Trajans forum (107-113 e.Kr.)

41°53′40″N 12°29′08″Ø / 41.8944°N 12.4856°Ø